# Heskîf
Heskîf (en turc i oficialment: Hasankeyf, en grec antic Kiphas; en llatí: Cepha; en arameu i àrab: Hisn Kayfa; en kurd: Heskîf) és una ciutat i districte de Turquia a la vora del Tigris a la província de Batman. És una àrea de conservació natural declarada el 1981. La població és de majoria kurda. La població el 2000 era de 7.464 habitants.

## Història
Ha estat identifica com la Ilanṣura de la tauletes de Mari (vers 1800 aC). El nom Kayfa seria d'origen siríac (Kifo = Roca). Als barrancs de la vora s'han trobar monedes dels parts, d'estats grecs, romanes i romans d'Orient. La fortalesa ja existia en època romana quan és esmentada com a Cepha i Ciphas i feia frontera amb el territori persa. Fou un bisbat nestorià en el període romà d'Orient (segle v) i va passar als àrabs a l'entorn del 640. Foren els àrabs els que van construir el pont al Tigris. El seu primer nom segons la tradició fou Sabat Aghwal, referit a les coves excavades als set barrancs que convergeixen a la zona. Yakut l'anomena Hisn Kayba i diu que era d'origen armeni. El nom turc, deformació del nom àrab, ha estat utilitzat per diverses etimologies populars (Hasan Keyf = Plaer de Hasan; Hösn Keyf = Bon humor; Hossn Keif = Castell de l'Oblit de Penes).
Després del domini abbàssida va passar als hamdànides amb la resta del Diyar Bakr. Van ser suplantats pels marwànides que al seu torn foren expulsats pels seljúcides i annexionat al sultanat central. La ciutat fou governada pels ortúquides (1101) Aleshores la major part de la població era encara cristiana.
Quan l'ortúquida Sukman I ibn Ortuk va rebre la ciutat de mans del sultà al que servia, va crear l'Emirat de Hisn Kayfa. L'estat va existir durant més d'un segle. Kara Arslan va restaurar vers 1116 el pont sobre el Tigris. Des de 1185 els prínceps ortúquides van caure sota influència de Saladí i els aiubites van desposseir al darrer el 1233. Fins al segle xii la població cristiana no va començar a decréixer; al segle xiii encara el bisbat nestorià fou reunit al districte de Tur Abdin per formar un patriarcat separat de Mardin.
Després de la conquesta aiubita va estar en poder d'al-Salih Ayyub ibn al-Kamil (aiubita d'Egipte del 1240-1249 i de Damasc 1239 i 1245-1249) i el 1249 va passar al seu fill Turan-Xah ibn as-Sàlih Ayyub que va governar Hisn Kayfa i Egipte del 1249 al 1250 i fou l'origen de la dinastia aiubita d'Hisn Kayfa que va governar la ciutat com a vassalla dels ilkans i després del 1335 d'altres potències regionals (Qara Qoyunlu, Tamerlà) fins al segle xv. Finalment fou ocupada pels Aq Qoyunlu vers 1457 o 1458 (la data necessita verificació, altres fonts donen 1462). Els fills d'Uzun Hasan hi van fer diverses construccions. Al començament del segle xvi, segurament el 1503, va caure en mans dels perses safàvides d'Ismail I que la va conservar fins al 1534 quan va passar a mans dels otomans de Solimà I el Magnífic. En endavant no va parar de decaure. El 1960 només tenia 1058 habitants i formava part de la província de Mardin.

### Llista d'emirs ortúquides

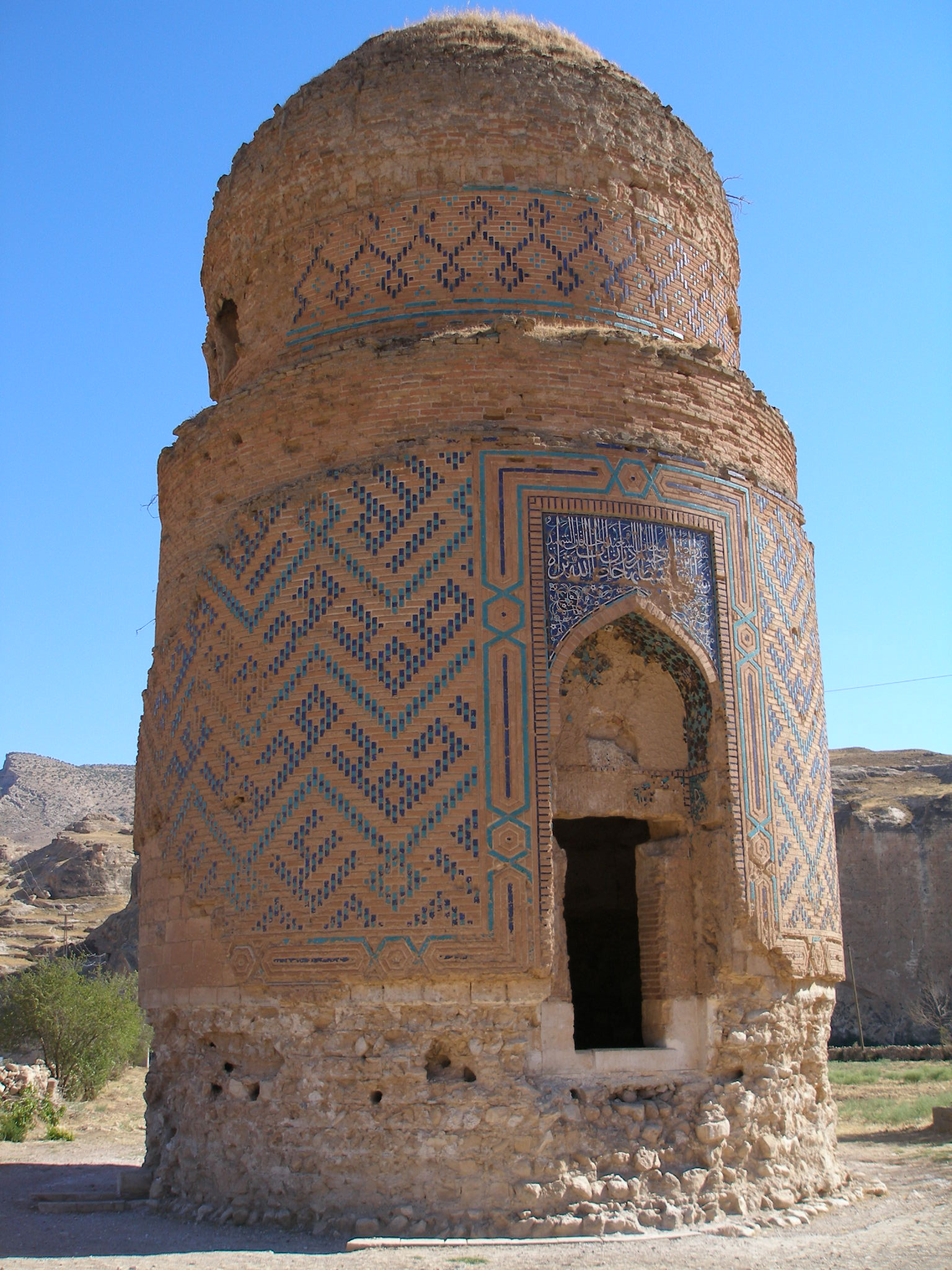
Mausoleu de Zeynel Bey, fill del sultà Uzun Hasan (Hasan l'alt) de la dinastia dels Aq Qoyunlu, o turcmans dels xais blancs (1378–1508)

- Muin al-Din Sukman I 1101-1105 (de Mardin 1105)
- Rukn al-Dawla Daud 1105-1144 (de Khartpert 1124-1144)
- Kara Arslan (també a Khartpert) 1144-1174
- Nur-ad-Din Muhàmmad (també a Khartpert) 1174-1185 (d'Amida 1183-1185)
- Kutb al-Din Sukman II (també a Amida) 1185-1200)
- Nasir al-Din Mahmud (també a Amida) 1200-1222
- Rukn al-Dun Mawdud (també a Amida) 1222-1232
- Masud 1232-1233

## Impacte de la presa d'Ilısu
La zona fou declarda àrea de preservació natural per Turquia l'any 1981. Actualment, però, gran part de la ciutat i dels seus jaciments arqueològics corren el risc de ser inundats pel projecte de la Pressa d'Ilısu. Aquest fet ha provocat airades reaccions de la població de Heskîf, de la zona i de tot Turquia que s'han organitzat en diverses plataformes de defensa, una de les quals és la Iniciativa per preservar Heskîf.

### Iniciativa per preservar Heskîf
La plataforma pretén preservar la natura i la cultura en contra dels interessos a curt termini, i evitar la destrucció de l'herència cultural de més de 10.000 anys contra una presa que pot arribar a tenir 50 anys de vida. Denuncien no només la destrucció de l'Ecosistema de la vall del Tigris (Mesopotàmia) sinó també el fort impacte que la presa tindrà sobre els seus habitants, que es veuran obligats a desplaçar-se, -tal com ja ha passat a les poblacions, (d'important herència històrica) de Zeugma, Samsat i Halfeti. Critiquen les conseqüències econòmiques negatives per a 104 poblacions que estan amenaçades pel projecte de la presa.
Argumenten, de la mateixa manera que la construcció d'una presa d'aquestes característiques va contra la llei actual, i crearà tensions amb Iraq i Siria, països amb els quals Turquia comparteix el cabal del Tigris.

### Estratègies alternatives a la presa
La plataforma ofereix alternatives energètiques a la construcció de la presa sense danys irreversibles, que no han estat tingudes en compte per part de les autoritats. Les regions del sud i del sud-est de Turquia tenen condicions excelents per implantar-hi energies renovables com la solar (en aquestes zones hi ha una mitjana de 300 dies assolellats per any) i existeixen àrees idònies per aprofitar l'energia eòlica.

### Les exigències finals
Durant el procés d'integració de Turquia a la UE, la plataforma creu que el govern està obligat a alinear la legislació nacional sobre el medi, els drets humans i l'herència cultural amb els criteris de la Unió Europea. De la mateixa manera, la Press d'Ilısu ha de ser aturada i substituïda pel desenvolupament de la tecnologia que faci possible l'ús d'energies renovables, la qual cosa significa que el govern ha de promoure negociacions amb les administracions locals i les ONG. El ministeri de cultura hauria de començar urgentment les gestions per incloure Heskîf i la Vall del Tigris com a Patrimoni de la Humanitat de la UNESCO. FInalment demanen que el riu Tigris s'avalüi d'acord amb en respecte del seu equilibri ecològic, i el seu significat històric i cultural d'abast universal.